# Askersund
Askersund è una città della Svezia capoluogo dell'omonimo comune, conta 3.937 abitanti e si trova nella contea di Örebro. La città si trova nella baia a nord del lago Vättern.

## Storia
Le origini di Askersund risalgono al XIV secolo, e nel 1643 ottenne il riconoscimento ufficiale dello status di città (stad) per Decreto Reale.
Nonostante le sue piccole dimensioni Askersund è considerata comunemente una città per ragioni storiche, nonostante l'Ufficio centrale di statistica svedese definisca oggi una città come una località con più di 10.000 abitanti.
Nel XIX secolo, Askersund fu designata come sito di una delle due fortificazioni aggiuntive della Fortezza di Karlsborg, che si trova su un'isola del lago Vättern, ora appartenente al territorio del comune di Karlsborg.

## Galleria d'immagini

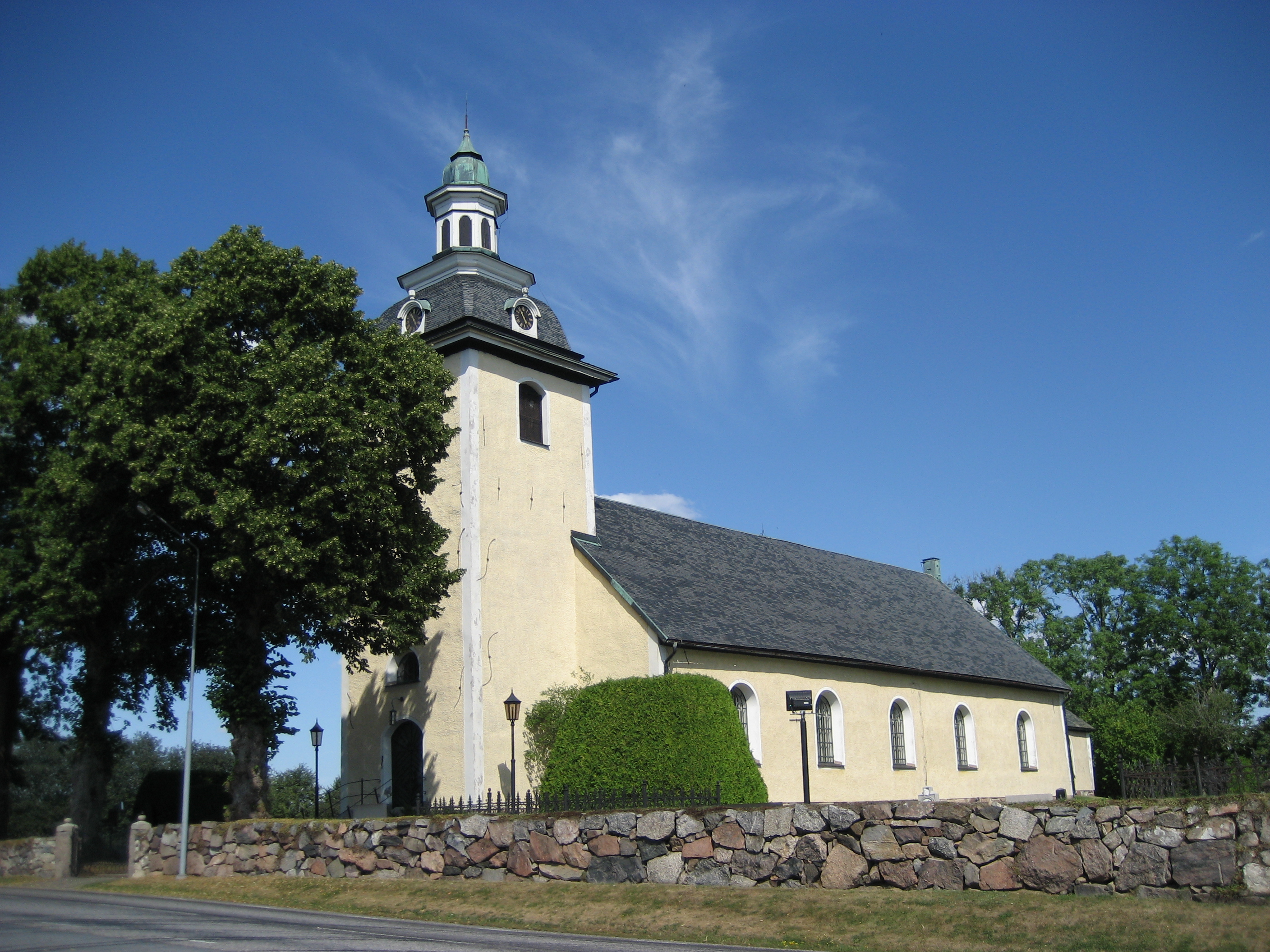
Chiesa cittadina
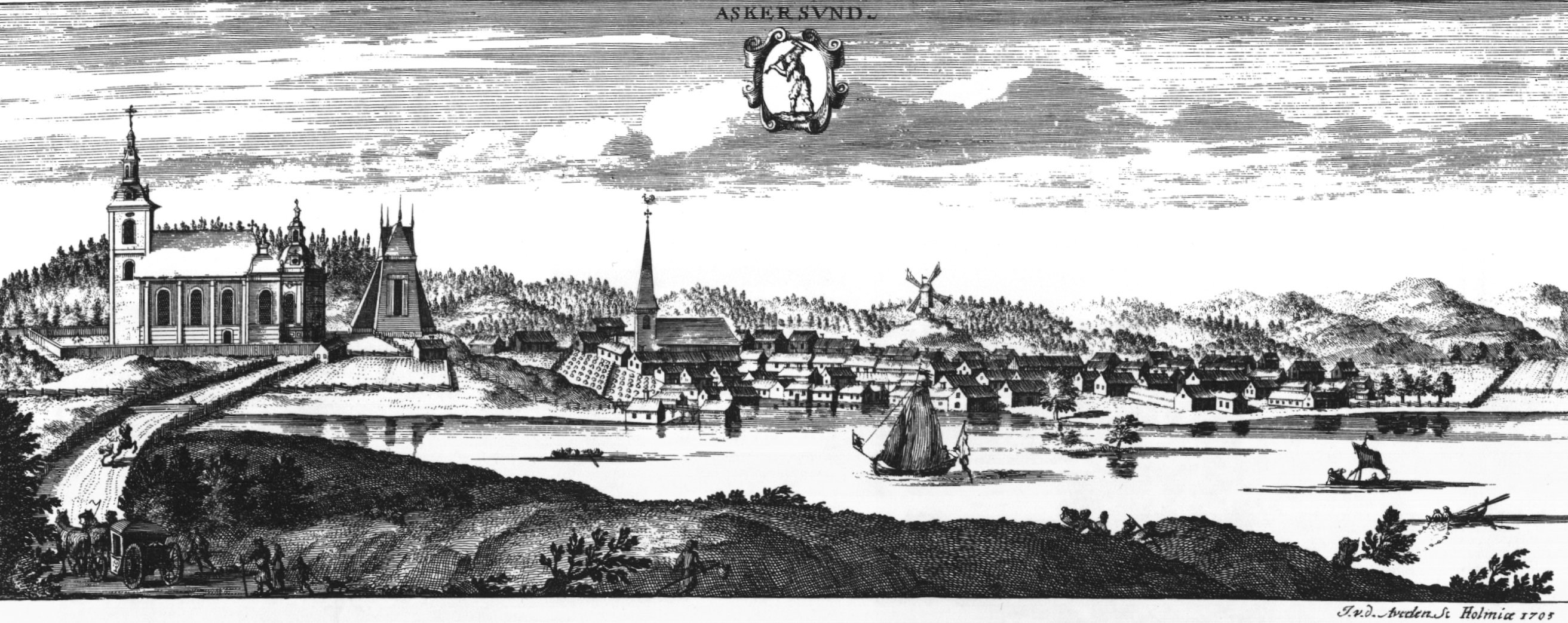
Askersund nel 1700